# Glandonia
Glandonia là một chi thực vật có hoa trong họ Malpighiaceae.

## Loài
Chi Glandonia gồm các loài: